# Hannu Salama
Pour les articles homonymes, voir Salama.
Hannu Sulo Salama (né le 4 octobre 1936 à Kouvola) est un écrivain finlandais.

## Biographie
Il naît à Kouvola, dans la région de  Kymenlaakso au sud de la Finlande, mais passe son enfance dans la ville de Tampere. Il grandit dans un milieu ouvrier dans le quartier populaire de Pispala. Il étudie au lycée classique de Tampere. Comme son père avant lui, il travaille d'abord comme électricien et ouvrier agricole. Il publie son premier livre en 1961 (Se tavallinen tarina) mais c'est en 1964 qu'il se fait véritablement connaître avec Juhannustanssit (Bal de la Nuit de la Saint-Jean). Des propos tenus par un ivrogne y sont jugés blasphématoires et lui valent un procès et une condamnation en 1966. L'ouvrage sera publié en version censurée jusqu'en 1990.
Hannu Salama a toutefois continué à écrire des poèmes et des nouvelles caractérisés par la vigueur de l'expression et un regard sans concession jeté sur la société. Ses personnages, pour la plupart, se tiennent en marge d'une société qu'ils contestent, souvent avec violence. Citons notamment Siinä näkijä missä tekijä (Qui agit est vu,1972), ou la série des Finlanda-sarja (Finlandia I, 1977, II, 1977, III, 1981, IV et V, 1983)

## Son œuvre

### Romans, nouvelles et poèmes
- (fi) Se tavallinen tarina, Helsinki, Otava, 1961
- (fi) Lomapäivä, Helsinki, Otava, 1962
- (fi) Puu balladin haudalla. Runoja vuosilta 1960–62, Helsinki, Otava, 1963
- (fi) Juhannustanssit, Helsinki, Otava, 1964
- (fi) Kenttäläinen käy talossa, Helsinki, Otava, 1967
- (fi) Minä, Olli ja Orvokki, Helsinki, Otava, 1967
- (fi) Joulukuun kuudes, Helsinki, Otava, 1968
- (fi) Kesäleski, Helsinki, Otava, 1969
- (fi) Tapausten kulku, Helsinki, Otava, 1969
- (fi) Lokakuun päiviä, Helsinki, Otava, 1971
- (fi) Villanpehmee, taskulämmin, Helsinki, Otava, 1971
- (fi) Siinä näkijä missä tekijä, Helsinki, Otava, 1972
- (fi) Runot, Helsinki, Otava, 1975 (ISBN 951-1-01954-6)
- (fi) Kosti Herhiläisen perunkirjoitus, Helsinki, Otava, coll. « Finlandia série 1 », 1976 (ISBN 951-1-04080-4)
- (fi) Kolera on raju bändi, Helsinki, Otava, coll. « Finlandia série 2 », 1977 (ISBN 951-1-04477-X)
- (fi) Kolme sukupolvea : novelleja, Helsinki, Otava, 1978, 126 p. (ISBN 951-1-05015-X)
- (fi) Itäväylä, Helsinki, Otava, 1980 (ISBN 951-1-06051-1)
- (fi) Pasi Harvalan tarina I, Helsinki, Otava, coll. « Finlandia série 3 », 1981, 286 p. (ISBN 951-1-06509-2)
- (fi) Pasi Harvalan tarina II, Helsinki, Otava, coll. « Finlandia série 4 et 6 », 1983, 303 p. (ISBN 951-1-07459-8)
- (fi) Kaivo kellarissa, Helsinki, Otava, coll. « Finlandia série 5 », 1983, 153 p. (ISBN 951-1-07640-X)
- (fi) Punajuova, Helsinki, Otava, 1985 (ISBN 951-1-08727-4)
- (fi) Amos ja saarelaiset, Helsinki, Otava, 1987 (ISBN 951-1-09216-2)
- (fi) Näkymä kuivaushuoneen ikkunasta, Helsinki, Otava, 1988, 155 p. (ISBN 951-1-10280-X)
- (fi) Ottopoika, Helsinki, Otava, 1991 (ISBN 951-1-11780-7)
- (fi) Hyvä veli, Helsinki, Otava, 1992 (ISBN 951-1-12584-2)
- (fi) Pieni menestystarina, Helsinki, Otava, 1993 (ISBN 951-1-12783-7)
- (fi) Elämän opetuslapsia I, Helsinki, Art House, 1997 (ISBN 951-884-214-0)
- (fi) Elämän opetuslapsia II, Helsinki, Art House, 1999 (ISBN 951-884-264-7)
- (fi) Elämän opetuslapsia III, Helsinki, Art House, 2002 (ISBN 951-884-349-X)
- (fi) Jatkuu huomenna, Helsinki, Otava, 2004 (ISBN 951-1-19164-0)
- (fi) Elämän opetuslapsia IV, Helsinki, Otava, 2005 (ISBN 951-1-20537-4)
- (fi) Sydän paikallaan, Helsinki, Otava, 2010 (ISBN 978-951-1-24575-9)

### Autres écrits
- (fi) Pentti Saarikoski, legenda jo eläessään, Porvoo, Helsinki, Juva, WSOY, 1975, 160 p. (ISBN 951-0-07285-0)
- (fi) Ihmisen ääni, Porvoo, Helsinki, Juva, WSOY, 1978 (ISBN 951-0-08760-2)
- (fi) Année elämästäni, Helsinki, Otava, 1979 (ISBN 951-1-05552-6)
- (fi) Kohti toista tasavaltaa (pièce de théâtre), 1980
- (fi) Loivarannan Villen lähtö (pièce radiophonique), 1985
- (fi) Lomapäiviä (pièce radiophonique), 1986
- (fi) Uralin perhonen (pièce radiophonique), 2004

### Sous le pseudonyme d’Aki Rautala
- (fi) Kaikki naiset pitävät parabellumista : rikosromaani, Helsinki, Otava, 1995, 176 p. (ISBN 978-951-1-13764-1 et 951-1-13764-6)
- (fi) Bipappi soittaa bebopia : rikosromaani, Helsinki, Otava, 1996, 160 p. (ISBN 951-1-14319-0)
- (fi) Rikoksia ilman rangaistuksia, Helsinki, Tammi, 1996 (ISBN 951-1-14012-4)

## Récompenses et distinctions

### Prix littéraires
- Prix national de littérature, 1968, 1973 et 1984
- Prix littéraire de la ville de Tampere, 1963, 1968 et 1986
- Grand prix de littérature du Conseil nordique, 1975
- Prix Väinö Linna, 1979
- Prix Eino Leino, 1985
- Vuoden Kiila, 1987
- Prix littéraire de la ville de Tampere, 1988
- Prix Aleksis Kivi, 1990
- Prix de l'association des écrivains finlandais, 1995
- Prix de la fondation Haavikko, 1997